# Астраханская государственная консерватория
Астраханская государственная консерватория — государственное высшее музыкальное учебное заведение, расположенное в Астрахани.

## История
Астраханская консерватория была открыта в 1969 году. Важную роль в её создании сыграли профессор М. А. Этингер, композитор А. Н. Холминов и М. П. Максакова.
В 1971 году консерваторию возглавляет В. С. Кузнецов.
В 1974 году был осуществлён первый выпуск студентов.
В 1975 году в консерватории установлен орган.
С 1980 по 1981 год консерваторией руководит В. А. Воронов.
В 1998 году открывается аспирантура.
В настоящее время во главе консерватории — заслуженный артист РФ, профессор, бывший выпускник А. В. Мостыканов.
В штате консерватории (по состоянию на 2019 год) — 4 доктора наук (доктора искусствоведения, работающие на кафедре теории и истории музыки: профессор Л. В. Саввина, профессор Л. П. Казанцева, доцент П. П. Сладков, доцент В. О. Петров (1978-2024)), 9 кандидатов наук (кандидаты искусствоведения — доценты кафедры теории и истории музыки И. М. Некрасова, О. И. Поповская, М. Г. Хрущева, доцент кафедры сольного пения С. В. Тарасов, профессор кафедры специального фортепиано Г. В. Бескровная, профессор кафедры струнных инструментов И. А. Барабанова, кандидат философских наук — доцент кафедры общегуманитарных дисциплин Е. Б. Борисова, кандидат психологических наук — доцент кафедры общегуманитарных дисциплин О. А. Лучинина, кандидат социологических наук — старший преподаватель кафедры общегуманитарных дисциплин Е. А. Соболева).

## Художественные коллективы при консерватории
В 1992 году был создан квартет «Скиф», наиболее известный и узнаваемый творческий коллектив консерватории.
1994 год стал годом создания камерного хора «Лик» (художественный руководитель и дирижёр, заслуженный артист РФ, профессор С. Е. Комяков). В разнообразном концертном репертуаре коллектива народные песни, русская, зарубежная музыка, песенно-хоровое творчество современных композиторов, вокально-хоровая музыка астраханских авторов.
В 1996 году создаётся фортепианный квинтет «Концертино» (художественный руководитель профессор М. А. Бесценная) — лауреат Всероссийского конкурса-фестиваля камерных ансамблей.
В 1997 году формируется ансамбль «Ретро», в составе которого В. Смиховский — художественный руководитель (кларнет, саксофон), А. Бакшеев (кларнет), А. Смиховская (аккордеон), И. Шубенин (гитара), Е. Хачиров (контрабас) и солисты Т. Важорова, Л. Сазонова.

## Ректорат[4]
- Ректор — Александр Валентинович Мостыканов
- Проректор по научной и социально-воспитательной работе — Усманова Аделия Рустямовна
- Проректор по учебной работе — Поповская Ольга Ивановна
- Проректор по творческой работе — Тарасова Наталья Кимовна

## Кафедры
- Кафедра специального фортепиано
- Кафедра струнных инструментов
- Кафедра духовых инструментов
- Кафедра народных инструментов
- Кафедра сольного пения оперной подготовки
- Кафедра хорового дирижирования
- Кафедра теории и истории музыки
- Кафедра камерного ансамбля и концертмейстерской подготовки
- Кафедра фортепиано
- Кафедра общих гуманитарных дисциплин

## Здание
Здание, которое с 1970 года занимает консерватория, было построено по проекту архитектора К. К. Домонтовича в 1905—1910 гг. для Мариинской женской гимназии — первого в Астраханской губернии среднего учебного заведения для девочек. Гимназия была преобразована в 1867 году из женского училища 1-го разряда, учреждённого в 1860 году. Здание получило отделку с элементами русского стиля и неоренессанса: арочные окна, декоративные аркатурные пояски, гранёная угловая ротонда с характерным куполом, напоминающим купол флорентийского собора Санта-Мария-дель-Фьоре. После 1917 года в нём размещалась школа кооперации, затем балетные курсы и снова общеобразовательная школа. В 1970 году оно было реконструировано и передано новосозданной консерватории.